# Olivier Taigny
Pour les articles homonymes, voir Taigny.
Olivier Taigny (né le 12 novembre 1863 à Paris 10e et mort le 18 août 1941 à Paris 1er, est un diplomate et collectionneur d'art français.

## Biographie

### Une carrière diplomatique
Licencié en droit, il rentre comme attaché à la direction politique du ministère des Affaires étrangères en 1884, puis à la direction commerciale en 1888.
Attaché de légation à Constantinople en 1888, puis à Tanger en 1891, il passe attaché d'ambassade l'année suivante. Secrétaire d'ambassade à Mexico en 1893, puis à Washington en 1895, il est détaché à Bruxelles, puis à Athènes.
Il retourne à la direction politique en 1897, puis est nommé secrétaire d'ambassade à Washington (États-Unis) en 1898. De retour une nouvelle fois à la direction politique en 1901, il passe chargé d'affaires à Caracas (Vénézuela) en 1905 et est promu ministre plénipotentiaire. La rupture des relations diplomatiques entre les deux États conduit à son expulsion du pays.
En 1906, il est à la direction politique du quai d'Orsay
En 1917, ministre plénipotentiaire représentant la France à la Commission de la Dette, il est brusquement rappelé par dépêche à Paris. Il est ministre plénipotentiaire délégué de la France à la Commission internationale des finances helléniques.

### Le collectionneur
Il poursuit la collection de son père, Edmond Taigny. On y trouve notamment des œuvres de Gustave Moreau ou bien de Jean Béraud.

## Ouvrages
- Relation du voyage fait au Couvent de Saint-Antoine: dans le désert de la Basse-Thébaïde ... au mois de novembre de l'an mil neuf cent un, 1903.

## Décorations
- Officier de la Légion d'honneur (1913)[1]

## Sources
- Gabriel Hanotaux, « Carnets, dix-neuf cents sept - dix-neuf cents vingt-cinq », 1982
- « CASTRO EXPELS BY FORCE THE AGENT OF FRANCE; M. Taigny Assaulted on Trying to Leave a Steamer. WENT TO GET DISPATCHES Was Then Forbidden to Return to Shore -- Our Envoy Protested in Vain to Venezuela. » (18 janvier 1906, The New York Times)
- « CASTRO IS NOW SORRY.; Wants to Make It Up with M. Taigny -France Demands an Apology. » (11 octobre 1905, The New York Times)
- « REJECTED CASTRO'S EXCUSE.; Diplomats Insisted That the Treatment of Taigny Was Illegal. » (3 février 1906, The New York Times)
- « FRENCH WARSHIPS OFF VENEZUELA; Treatment of M. Taigny Is Regarded as an Act of War. AMERICA MAY BE INVOLVED Dispatches to Minister Russell Apparently Intercepted and Castro's Attitude Causes Alarm. » (20 janvier 1906, The New York Times)
- « HARD TO FIGHT VENEZUELA.; M. Taigny Says an Invading Army Would Have a Difficult Task. » (9 février 1906, The New York Times)
- « M. Taigny May Leave Venezuela. » (8 novembre 1905, The New York Times)
- « FRANCE RECALLS TAIGNY.; French Interests in Venezuela in American Envoy's Hands. » (15 janvier 1906, The New York Times)
- « TAIGNY SAILS FOR NEW YORK.; Three French Cruisers Are Still at Willemstad, Curacao. » (30 janvier 1906, The New York Times)
- « Taigny Not Told to-Withdraw. » (9 novembre 1905, The New York Times)
- « CASTRO IS CONFIDENT.; Speech to Diplomats -- France Promotes M. Taigny. » (5 janvier 1906, The New York Times)